# Вилафранкада
Вилафранкада (порт. Vilafrancada) — восстание 27 мая 1823 года в Вила-Франка-ди-Шира под предводительством наследника престола Мигела с целью восстановления абсолютистской королевской власти в Португалии.
Либеральный режим, установленный в Португалии революцией 24 августа 1820 года, не мог удовлетворить более традиционалистские слои, требовавшие восстановления абсолютизма. Во главе недовольных стояли королева Карлота Жоакина, жена Жуана VI, отказавшаяся принести присягу Конституции 1822 г. и сосланная в Келуш, и второй сын государей инфант Мигел.

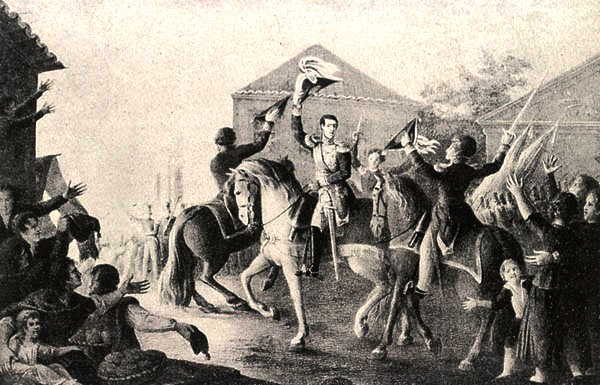
Мигел приветствует солдат по прибытии в Вила-Франка.

Вторжение в 1823 году в Испанию французских войск, которым Священный союз поручил сокрушить конституционный режим и восстановить власть короля Фердинанда VII, спровоцировало абсолютистское восстание графа Амаранте в северной Португалии и побудило партию королевы к открытому восстанию, уверенному во французской помощи. 27 мая 1823 года наследник престола Мигел отправился в Вила-Франка, где к нему присоединился пехотный полк. Они приветствовали восстановление абсолютной монархии. Мигел и королева планировали отречение Жуана VI, который оставался верным конституции, которой он поклялся.
Однако в конце месяца Жуан VI сам решил возглавить восстание, поддержанный восстанием 18-го пехотного полка, который прибыл во дворец Бемпоста, чтобы приветствовать его как абсолютного короля. Выехав в Вила-Франку, он заставил Мигела подчиниться ему и с триумфом вернулся в Лиссабон. Кортесы были распущены, несколько либеральных политиков отправились в изгнание, абсолютистский режим был восстановлен. Однако Жуан VI сумел предотвратить приход к власти ультрареакционной партии. 
Партия королевы, однако, продолжала интриговать, и менее чем через год вспыхнуло новое абсолютистское восстание, Абрилада, которое привело к изгнанию самого Мигела.